# Campo Santo
Campo Santo Productions LLC — американский разработчик видеоигр, базирующийся в Белвью, штат Вашингтон. Основанная 18 сентября 2013 года Шоном Ванаманом, Джейком Родкином, Нелсом Андерсоном и Олли Моссом, студия наиболее известна своим дебютным проектом Firewatch (2016). К декабрю 2016 года было продано более миллиона копий игры. В апреле 2018 года компания была приобретена Valve.

## История
Шон Ванаман и Джейк Родкин работали в Telltale Games в качестве соавторов игры The Walking Dead: The Game, выпущенной в 2012 году. После успеха игры эти двое покинули Telltale и стали соучредителями Campo Santo, к которым присоединились Нелс Андерсон и художник-график Олли Мосс. Они основали студию в Сан-Франциско 18 сентября 2013 года. Вскоре после этого они объявили, что Panic поддержит их дебютную видеоигру.
Художник по окружающей среде Джейн Нг и дизайнер и композитор Крис Ремо вскоре присоединились к команде. После картины Мосса, Джейн адаптировала эстетический стиль картины в 3D-среде с цветом и вдохновением, взятым из рекламы «нового курса Рузвельта» и иконок из Службы национальных парков США. Разработка в конечном итоге привела к анонсу Firewatch в марте 2014 года, а релиз первоначально планировался на 2015 год.
30 августа 2014 года демоверсия игры была выпущена на PAX West, раскрывая общую сюжетную линию и историю сотрудника пожарной охраны по имени Генри в национальном лесу Шошони в 1989 году. Демо было выпущено снова 12 марта 2015 года в GDC, где игра имела отдельный стенд, содержащий арт. Игра была выпущена 6 февраля 2016 года для Microsoft Windows, PlayStation 4, OS X, Linux и Xbox One. Игра получила положительные отзывы от критиков, и была номинально известна наряду с другими «ходячими симуляторами».
3 февраля 2016 года в интервью Red Bull Ванаман заявил, что следующая игра Campo Santo не будет продолжением Firewatch. 26 сентября Campo Santo и Good Universe анонсировали партнёрство для производства полнометражной экранизации Firewatch и другого контента.
21 апреля 2018 года Campo Santo объявила о том, что они были приобретены Valve Corporation и впоследствии переедут в штаб-квартиру Valve в город Белвью, штат Вашингтон и продолжат работу над Valley of Gods под руководством Valve. По словам Ванамана и Родкина, после успеха Firewatch они начали внутренние дискуссии о том, куда они хотят продвигать свою компанию. Эти обсуждения продолжались неофициально с третьими сторонами, включая Робина Уокера из Valve, Эрика Джонсона и Скотта Линча.
В ноябре 2019 года Робин Уокер из Valve подтвердил, что сотрудники Campo Santo также работают над Half-Life: Alyx.

## Игры
| Год  | Название              | Платформы                                                       | Издатель           | Прим.                                                        |
| ---- | --------------------- | --------------------------------------------------------------- | ------------------ | ------------------------------------------------------------ |
| 2016 | Firewatch             | Windows, macOS, Linux, PlayStation 4, Xbox One, Nintendo Switch | Panic, Campo Santo |                                                              |
| 2020 | Half-Life: Alyx       | Windows (VR)                                                    | Valve              | [ 20 ]                                                       |
| TBA  | In the Valley of Gods | Windows, macOS, Linux                                           | Valve              | Разработка приостановлена с 2019 года на неопределённый срок |